# Torre Nova de Salou
La Torre Nova de Salou és un monument del municipi de Salou (Tarragonès) declarat bé cultural d'interès nacional.

## Descripció
Torre de planta hexagonal, arran de mar, del segle xvii. Els murs de la torre Nova s'obren en talús a la part baixa. La porta se situa a la zona superior, i és accessible des d'una escala i un pontet. A la part baixa estava l'habitació per als soldats i la cisterna. A dalt hi ha la cambra per a l'oficial, el magatzem de pólvora i la plaça d'armes.
La torre és curiosa perquè és de les poques de la comarca del Tarragonès que té forma nova. Era més aviat un punt de guaita al cim del promontori.

## Història
La fortalesa de Salou havia estat destruïda el 1649. Encara amb un punt de guaita, la inseguretat a la costa continuava. Els pescadors no gosaven ormejar per por de caure captius i els camps en aquesta època seguien essent erms. La situació seguia essent greu.
Els habitants de Vila-seca i Salou havien adreçat una súplica a la reina, on sol·licitaven permís per a construir una atalaia. A l'arxiu municipal de Vila-seca i Salou es conserva una carta copiada on la reina adreça una carta al capità general de Catalunya, Vicent Gonzaga, on li exposava els fets precedents i li ordenava la concessió del permís consegüent.
El 1666 a un altre document de la mateixa procedència -amb data de 10 de desembre- hi ha la llicència per a construir la Torre al lloc que oportunament fos assignat. Als costos, a càrrec dels constructors, figuren els noms de Carles II i Marina d'Àustria. No s'especifica el nom exacte de la construcció.
Emili Morera suposa que es tracta de la torre que estava situada al Llatzeret entre els Pilons i la Platja dels capellans. A la seva obra es pot veure un mapa de situació i uns perfils i plànols realitzats per l'enginyer Miquel Martin el 1743.